# Aphyosemion punctatum
Aphyosemion punctatum är en fiskart som beskrevs av Alfred C. Radda och Pürzl, 1977. Aphyosemion punctatum ingår i släktet Aphyosemion och familjen Nothobranchiidae. IUCN kategoriserar arten globalt som livskraftig. Inga underarter finns listade i Catalogue of Life.